# Orientalische Schwertlilie
Die Orientalische Schwertlilie (Iris orientalis) ist eine Pflanzenart aus der Gattung der Schwertlilien (Iris) innerhalb der Familie der Schwertliliengewächse (Iridaceae).

## Merkmale
Die Orientalische Schwertlilie ist eine ausdauernde krautige Pflanze, die Rhizome als Überdauerungsorgane bildet. Sie erreicht Wuchshöhen von 50 bis 80 (150) Zentimeter.  Die Blätter sind 1 bis 2 Zentimeter breit. Die 2 bis 3 Blüten sind weiß. Die Platte der Hängeblätter ist zurückgeschlagen, 2,5 bis 4 Zentimeter breit, ebenso lang wie der Nagel und weist einen gelben Fleck auf. Die Domblätter sind aufrecht, bis 8,5 Zentimeter lang und weiß gefärbt mit gelbem Mittelstreifen.
Die Blütezeit reicht von Juni bis Juli.
Die Chromosomenzahl beträgt 2n = 28.

## Vorkommen
Die Orientalische Schwertlilie kommt in Nordost-Griechenland sowie der West-, Zentral- und Süd-Türkei in feuchten Wiesen, Sümpfen und Bewässerungskanälen in Höhenlagen von 150 bis 1400 Meter vor.

## Nutzung
Die Orientalische Schwertlilie wird selten als Zierpflanze für Rabatten und an Wasserbecken genutzt. Sie ist seit spätestens 1760 in Kultur. Es gibt wenige Sorten.

## Belege
- Eckehart J. Jäger, Friedrich Ebel, Peter Hanelt, Gerd K. Müller (Hrsg.): Rothmaler Exkursionsflora von Deutschland. Band 5 Krautige Zier- und Nutzpflanzen. Spektrum Akademischer Verlag, Berlin Heidelberg 2008, ISBN 978-3-8274-0918-8.